# Santa Rita d'Oeste (ort)
Santa Rita d'Oeste är en ort i Brasilien.   Den ligger i kommunen Santa Rita d'Oeste och delstaten São Paulo, i den södra delen av landet, 600 km sydväst om huvudstaden Brasília. Santa Rita d'Oeste ligger 435 meter över havet och antalet invånare är 2 543.
Terrängen runt Santa Rita d'Oeste är huvudsakligen platt. Santa Rita d'Oeste ligger uppe på en höjd. Närmaste större samhälle är Santa Fé do Sul, 12,5 km sydväst om Santa Rita d'Oeste.
Omgivningarna runt Santa Rita d'Oeste är en mosaik av jordbruksmark och naturlig växtlighet. Runt Santa Rita d'Oeste är det ganska glesbefolkat, med 23 invånare per kvadratkilometer.